# Roseithermus
Roseithermus es un género de bacterias gramnegativas de la familia Salisaetaceae. Actualmente sólo contiene una especie: Roseithermus sacchariphilus. Descrita en el año 2019. Su etiología hace referencia a termófila de color rosado. El nombre de la especie hace referencia a amante de azúcar. Es termófila y aerobia. Las células tienen forma de bacilo con 0,6-1,0 μm de ancho por 2,3-3,2 μm de largo. Catalasa positiva y oxidasa negativa. Las colonias son de color rosado, circulares y convexas. Temperatura de crecimiento entre 35-59 °C, óptima de 55 °C. Crece en presencia de un 0,5-8% de NaCl. Sensible a amoxicilina, ampicilina, cloranfenicol, eritromicina, neomicina, tetraciclina, penicilina G, rifampicina y vancomicina. Resistente a gentamicina, kanamicina, estreptomicina y sulfametoxazol. Tiene un contenido de G+C de 68%. Se ha aislado de sedimentos marinos en Corea del Sur. 